# Pavle Eržen
Pavle Eržen, slovenski kemijski inženir in metalurg, strokovnjak za jeklarstvo, * 3. julij 1916, Puštal, † 1992.

## Življenjepis
Eržen je leta 1940 diplomiral na oddelku za kemijo ljubljanske Tehniške fakultete. Po diplomi je delal v železarnah na Jesenicah (1943 - 1946) in Štorah (1946 - 1948), Smederevu (1948 - 1950) in Zenici (1950 - 1969) kjer je bil upravnik posameznih jeklarn in od 1960 direktor vseh jeklarn in obratov. Na Metalurškem inštitutu v Ljubljani je bil v obdobju 1969 - 1983 samostojni raziskovalec in znanstveni svetnik.
Eržen je v jeklarsko industrijo vpeljal nove tehnološke postopke, izvajal rekonstrukcije, raziskoval domače materiale, jih uvajal v proizvodnjo, sodeloval pri idejnih projektih za jeklarno v Skopju in razširitvi obratov v Zenici.